# کانادنیا
کانادنیا (به لاتین: Kannadeniya) یک منطقهٔ مسکونی در سری‌لانکا است که در استان مرکزی (سری‌لانکا) واقع شده‌است.